# مؤتمر أركاديا
عُقد مؤتمر واشنطن الأول المعروف أيضًا باسم مؤتمر أركاديا (كان اسم أركاديا هو الاسم الرمزي المستخدم للمؤتمر) في واشنطن العاصمة من 22 ديسمبر 1941 إلى 14 يناير 1942. حضر المؤتمر رئيس الولايات المتحدة فرانكلين روزفلت ورئيس وزراء المملكة المتحدة ونستون تشرشل للنقاش حول مستقبل الأمم المتحدة.

## خلفية الأحداث
في 7-8 ديسمبر 1941، غزت اليابان تايلاند وهاجمت المستعمرات البريطانية في مالايا وسنغافورة وهونغ كونغ والقواعد العسكرية والبحرية للولايات المتحدة في هاواي وجزيرة ويك وغوام والفلبين.   
في 8 ديسمبر، أعلنت المملكة المتحدة والولايات المتحدة وكندا وهولندا الحرب على اليابان، تبعتهم الصين وأستراليا في اليوم التالي. بعد أربعة أيام من الهجوم الياباني على بيرل هاربور أعلنت ألمانيا وإيطاليا الحرب على الولايات المتحدة التي وجدت نفسها تخوض حربين في آن واحد.

## تاريخ
جمع المؤتمر كبار القادة العسكريين البريطانيين والأمريكيين في واشنطن من 22 ديسمبر 1941 إلى 14 يناير 1942 بالإضافة إلى ونستون تشرشل وفرانكلين روزفلت ومساعديهم، ونتج عن المؤتمر سلسلة من القرارات الهامة التي شكلت التعاون الحربي في عامي 1942-1943.
كان أركاديا أول مؤتمر حول الإستراتيجية العسكرية بين بريطانيا والولايات المتحدة؛ جاء ذلك بعد أسبوعين من دخول الولايات المتحدة الحرب العالمية الثانية. كان مؤتمر أركاديا اتفاقًا سريًا على عكس خطط ما بعد الحرب الأوسع نطاقًا والتي تم تقديمها للعامة مثل ميثاق الأطلسي المتفق عليه بين تشرشل وروزفلت في أغسطس 1941.
تضمنت إنجازات السياسة الرئيسية لأركاديا قرار "ألمانيا أولاً" (أو " أوروبا أولاً " - أي أن هزيمة ألمانيا كانت الأولوية القصوى)؛ وإنشاء هيئة الأركان المشتركة ومقرها في واشنطن للموافقة على القرارات العسكرية لكل من الولايات المتحدة وبريطانيا؛ ومبدأ وحدة القيادة لكل مسرح تحت قيادة قائد أعلى؛ ووضع إجراءات لإبقاء الصين في الحرب؛ والحد من التعزيزات التي سيتم إرسالها إلى المحيط الهادئ؛ وإنشاء نظام لتنسيق الشحن. كانت جميع القرارات سرية باستثناء المؤتمر الذي صاغ إعلان الأمم المتحدة والذي ألزم الحلفاء بعدم صنع سلام منفصل مع العدو وتوظيف كامل الموارد حتى النصر.  
بعبارات تكتيكية فورية، تضمنت القرارات في أركاديا غزو شمال إفريقيا في عام 1942، وإرسال قاذفات أمريكية إلى قواعد في إنجلترا، وتعزيز البريطانيين لقواتهم في المحيط الهادئ. أنشأ أركاديا قيادة أمريكية بريطانية هولندية وأسترالية موحدة في الشرق الأقصى. كما تم الاتفاق في المؤتمر على دمج الموارد العسكرية تحت قيادة واحدة في مسرح العمليات الأوروبي. 

## المشاركون في المؤتمر
رؤساء الدول / الحكومات
- رئيس الولايات المتحدة فرانكلين دي روزفلت
- رئيس وزراء المملكة المتحدة ونستون تشرشل

ضباط بريطانيون
- أميرال الأسطول السير دادلي باوند اللورد البحري الأول ورئيس الأركان البحرية
- المشير السير جون ديل - رئيس هيئة الأركان العامة الإمبراطورية (استبدل برئيس هيئة الأركان العامة الإمبراطورية من قبل آلان بروك خلال المؤتمر)
- قائد القوات الجوية المارشال السير تشارلز بورتال رئيس هيئة الأركان الجوية
- الأدميرال سير تشارلز ليتل رئيس بعثة الأركان البريطانية المشتركة إلى الولايات المتحدة الأمريكية
- اللفتنانت جنرال السير كولفيل ويميس رئيس بعثة الجيش البريطاني في الولايات المتحدة. بعثة الأركان المشتركة
- المشير الجوي آرثر هاريس رئيس وفد سلاح الجو الملكي البريطاني إلى الولايات المتحدة. بعثة الأركان المشتركة

ضباط البحرية الأمريكية
- الأدميرال إتش آر ستارك رئيس العمليات البحرية.
- الأدميرال إي جيه كينغ القائد العام للأسطول الأمريكي.
- العميد البحري إف جي هورن مساعد رئيس العمليات البحرية.
- الأدميرال جيه إتش تاورز رئيس مكتب الملاحة الجوية.
- الأدميرال آر كيه تورنر مدير قسم الخطط الحربية.
- اللواء توماس هولكومب قائد مشاة البحرية الأمريكية.

ضباط الجيش الأمريكي
- الجنرال جورج سي مارشال القائد العام للقوات الميدانية ورئيس أركان الجيش الأمريكي.
- الملازم. عام صاحب السمو الملكي أرنولد رئيس القوات الجوية للجيش ونائب رئيس الأركان بالجيش الأمريكي.
- العميد ل. جيرو رئيس قسم الخطط الحربية.

السكرتارية المشتركة
- النقيب جيه إل ماكريا مساعد رئيس العمليات البحرية.
- المقدم بول ماكدونالد روبنيت[الإنجليزية] من المخابرات الحربية، الجيش الأمريكي
- الرائد ويليام ت. سيكستون، سكرتير مساعد، وزارة الحرب الأمريكية[الإنجليزية]